# Arganzuela
Arganzuela is een district in het centrum van de Spaanse hoofdstad Madrid. Het grenst ten oosten aan de districten Retiro en Puente de Vallecas. In het noorden aan Centro, en in het zuiden aan Usera. In het westen grenst het stadsdeel aan Latina en Carabanchel. Arganzuela telt ongeveer 149.000 inwoners.

## Wijken
- Imperial
- Acacias
- Chopera
- Legazpi
- Delicias
- Palos de Moguer
- Atocha

Centro · Arganzuela · Retiro · Salamanca · Chamartín · Tetuán · Chamberí · Fuencarral-El Pardo · Moncloa-Aravaca · Latina · Carabanchel · Usera · Puente de Vallecas · Moratalaz · Ciudad Lineal · Hortaleza · Villaverde · Villa de Vallecas · Vicálvaro · San Blas · Barajas